# History (álbum de Molly Nilsson)
History es el cuarto álbum de estudio de la artista sueca de synth-pop Molly Nilsson, editado el 14 de diciembre de 2011. Fue el último álbum de Nilsson que fue íntegramente autoeditado por ella, ya que luego comenzó a colaborar con Night School Records. Ha sido citado como el álbum "revelación" por Nilsson.

## Historia
Editado en 2011, Molly Nilsson comenzó a emprender largas giras, dejando de lado los empleos de medio tiempo como guía de museo o moza en un bar.
Respecto al concepto y título del álbum, Nilsson explicó:

Cada canción cuenta una historia y juntas forman una narración. La vida [de nadie] pesa más que la de otra, pero no todo el mundo acaba en los libros de historia. Aproveché esta oportunidad para sentir lo que es sostener la pluma que escribe la historia.

## Lanzamiento
History fue originalmente autoeditado a través del propio sello de Molly Nilsson, Dark Skies Association. La versión en CD se lanzó el 14 de diciembre de 2011 y la versión en vinilo se editó en abril de 2012. En asociación con Night School Records, History se lanzó como descarga digital el 31 de enero de 2019, mientras que las reediciones de las versiones en CD y vinilo siguieron el 29 de marzo de 2019. Fue reeditado nuevamente en vinilo el 29 de septiembre de 2023.

## Crítica
Emilie Friedlander de Pitchfork Media dijo: "En su mayor parte, History se desarrolla con el ritmo teatral de una ópera rock, alternándose entre himnos de gran sonido y más simplificados, partes de ritmo más lentos, generalmente con Molly Nilsson cantando sobre melodías elementales de piano. [...] todavía hay algo encantador en el sonido de una persona que intenta hacer música 'grande' con máquinas de ritmo y una técnica de teclado limitada". Allmusic ha resaltado el marcado componente de melancolía del álbum, como también señaló lo personal que es el mismo: "[...] es el trabajo de alguien que profundiza en su alma y no tiene miedo de exponerse a sí misma. [...] En su mayoría, Nilsson se entierra en sonidos melancólicos con letras tristes [...] Ha vuelto a crear un mundo en History en el que es fácil sumergirse, dejando que la tristeza se cuela en los huesos y la belleza transporte a todos [...]". En una reseña positiva para la revista alemana Éclat, Marlena Julia Dorniak describió la música de Nilsson como "mórbida", "melancólica" y "mágica".
"I Hope You Die" fue destacada positivamente como una canción destacada por varios escritores. Friedlander señaló que demuestra con mayor fuerza la "exageración de la estética de Nilsson". Sendra lo elogió por sus letras "desgarradoramente honestas", mientras que Dorniak elogió su combinación de un "ritmo bailable" con letras "trágicamente románticas". La canción también se convirtió rápidamente en una de las "favoritas de los fans".

## Lista de canciones
Todas las canciones escritas y compuestas por Molly Nilsson, excepto donde se indica. 
| Lado A |                                                                   |          |  |
| N.º    | Título                                                            | Duración |  |
| 1.     | «You Always Hurt The One You Love» (Doris Fisher y Allan Roberts) | 3:01     |  |
| 2.     | «I Hope You Die»                                                  | 4:28     |  |
| 3.     | «The Bottles of Tomorrow»                                         | 2:03     |  |
| 4.     | «Hiroshima Street»                                                | 3:51     |  |
| 5.     | «Intermezzo: The Party»                                           | 2:55     |  |

| Lado B |                             |          |  |
| N.º    | Título                      | Duración |  |
| 6.     | «Hotel Home»                | 3:41     |  |
| 7.     | «City of Atlantis»          | 4:06     |  |
| 8.     | «Qwerty (Censored Version)» | 4:35     |  |
| 9.     | «The Clocks»                | 3:31     |  |
| 10.    | «Skybound»                  | 4:38     |  |

## Créditos
- Molly Nilsson: sintetizadores, voz, composición, arreglos y producción.